# بيلي بين (لاعب كرة قدم)
بيلي بين (بالإنجليزية: Billy Bean)‏ (25 أغسطس 1915 في المملكة المتحدة - 25 نوفمبر 1993) هو لاعب كرة قدم بريطاني (وحمل سابقاً جنسية المملكة المتحدة لبريطانيا العظمى وأيرلندا) في مركز الظهير. لعب مع لينكولن سيتي أف سي.